# Elecciones generales de Cuba de 1928
Las Elecciones presidenciales de 1928 se celebraron en Cuba el 1 de noviembre de 1928. Se celebraron en el marco de la Dictadura de Gerardo Machado (1925-1933). El resultado fue la victoria del Presidente Machado, quien se presentó a la reelección, postulado nuevamente por el Partido Liberal y fungiendo como único candidato, pues el resto de partidos políticos se negaron a participar.

## Resultados
| Candidato                          | Partido                            | Votos | % |
| ---------------------------------- | ---------------------------------- | ----- | - |
| Gerardo Machado y Morales          | Partido Liberal de Cuba            | -     | - |
| Total                              | Total                              | -     | - |
| Votantes registrados/participación | Votantes registrados/participación | -     | - |
| Fuente: -                          |                                    |       |   |